# Sylvia Nayebale
Sylvia Nayebale, (sinh ngày 22 tháng 11 năm 1990) là một phóng viên, nữ doanh nhân và chính trị gia người Uganda. Cô phục vụ như là thành viên đương nhiệm của Quốc hội đại diện cho phụ nữ Cử tri Quận Gomba trong Quốc hội Uganda lần thứ 10 (2016-2021).

## Bối cảnh và giáo dục
Nayebale sinh ngày 22 tháng 11 năm 1990, tại quận Gomba, thuộc vùng Buganda của Uganda. Cô theo học các trường địa phương cho giáo dục tiểu học của mình. Cô đã học bậc O-Level và A-Level tại trường trung học nữ Nabisunsa. Năm 2008, cô được nhận vào Đại học Makerere, trường đại học công lập lớn nhất và lâu đời nhất ở Uganda. Cô tốt nghiệp năm 2011, với bằng Cử nhân Truyền thông đại chúng.

## Kinh nghiệm làm việc
Trước khi tham gia chính trị toàn thời gian, cô làm nhân viên tiếp tân tại Royal Suites, một cơ sở khách sạn. Trong năm cuối đại học, cô làm phóng viên thời sự cho Tập đoàn truyền hình truyền hình Uganda, tổ chức truyền thông thuộc sở hữu của chính phủ.
Trong thời gian hai năm, từ năm 2011 đến 2013, Sylvia từng là trợ lý cá nhân cho Bộ trưởng Bộ Giám sát Kinh tế tại Văn phòng của Tổng thống Uganda. Năm 2013, cô được bầu làm Chủ tịch của Gomba Action for Development, một tổ chức phi chính phủ, nơi cô vẫn phục vụ tính đến tháng 10 năm 2018.

## Sự nghiệp chính trị
Trong chu kỳ bầu cử quốc gia năm 2016, Sylvia Nayebale đã giành chiến thắng trong khu vực bầu cử của phụ nữ quận Gomba, trong đảng chính trị Phong trào Kháng chiến Quốc gia cầm quyền, và là thành viên đương nhiệm của quốc hội, cho khu vực bầu cử đó.
Trong các cuộc bầu cử sơ bộ của NRM, Nayebale đã đánh bại thành viên đương nhiệm của quốc hội, Nakato Kyabangi, người chỉ giành được 9.297 phiếu bầu so với 21.835 phiếu của Nayebale. Trong Quốc hội Uganda lần thứ 10, cô là thành viên của Ủy ban Nghị viện về Sức khỏe và Ủy ban Nghị viện về HIV / AIDS và các bệnh liên quan.

## Gia đình
Sylvia Nayebale đã kết hôn.